# آيلوين (دائرة انتخابية في المملكة المتحدة)
آيلوين (بالإنجليزية: Islwyn)‏ هي إحدى الدوائر الانتخابية في المملكة المتحدة الممثلة في مجلس العموم في برلمان المملكة المتحدة.
عضو البرلمان الذي يمثلها حالياً هو :Rt Hon Don Touhig (Lab/Co-op).